# Viburnum venustum
Viburnum venustum är en desmeknoppsväxtart som beskrevs av Julius Sterling Morton. Viburnum venustum ingår i släktet olvonsläktet, och familjen desmeknoppsväxter. Inga underarter finns listade i Catalogue of Life.